# Bataille d'Ordashu
 (juin 2022).
Troisième guerre anglo-ashanti
La bataille d'Ordashu est une bataille livrée le 4 février 1874 lors de la troisième guerre anglo-ashanti lorsque Sir Garnet Wolseley a vaincu les ashantis. L'attaque a été menée par le 42e Regiment of Foot. Le lieutenant Mark Sever Bell (en) a remporté la Croix de Victoria au cours de l'action.